# Smrt Raysharda Brookse
Rayshard Brooks byl 27letý Afroameričan, který zemřel 12. června 2020 okolo 22.30 místního času během zatýkání atlantskou policií. Jeho smrt dala další impuls vlně amerických protestů proti policejní brutalitě a rasismu podporovaných hnutím Black Lives Matter, která započala o několik týdnů dříve po smrti George Floyda a následně přetekla i do několika měst v Evropě.

## Průběh incidentu
Brooks usnul ve svém autě před provozovnou rychlého občerstvení Wendy's. Policisté provedli na Brooksovi několik zkoušek na požití alkoholu a dechová zkouška to prokázala. Policisté přistoupili k zatčení Brookse, ale ten se vytrhl, jednomu z policistů vytrhl z ruky taser, který na něj chtěl policista použít, a začal s ním utíkat pryč. Otočil se a na policistu z taseru vystřelil, ten po něm vystřelil třemi ranami z pistole, přičemž dvě ho trefily. Policisté Brooksovi neposkytli první pomoc a sanitka přijela za 8 minut od střelby. Přes veškerou péči a operaci Brooks v nemocnici zemřel v důsledku poškození orgánů a ztráty krve.
V důsledku incidentu rezignovala šéfka atlantské policie Erika Shieldsová. Protestující zapálili restauraci s rychlým občerstvením, před kterou se incident odehrál, a ta celá shořela. Událost dále eskalovala napětí u protestujících, kteří již několik týdnů protestovali proti smrti George Floyda.